# Jane Scott (Produzentin)
Jane Scott (* 1945 in Epsom, Surrey) ist eine in England geborene australische Filmproduzentin.

## Berufliche Karriere
Scott war zunächst für drei Jahre beim British Film Institute Production Board als Produktions-Koordinatorin tätig, bevor sie selbst direkt in die Filmproduktion einstieg. 1972 ging sie die Zusammenarbeit mit dem Filmproduzenten Bruce Beresford ein. Seit den 1970er Jahren war sie an rund zwei Dutzend Produktionen beteiligt, vielfach australische Werke.
Bei der Oscarverleihung 1997 war Scott für Shine – Der Weg ins Licht für den Oscar in der Kategorie Bester Film nominiert. Hinzu kam jeweils die Nominierung in derselben Kategorie für den British Academy Film Award und die Satellite Awards 1997. Sie gewann 1996 den AFI Award und wurde 1997 für den Producers Guild of America Award nominiert.
2009 wurde sie für Maos letzter Tänzer, ihre bislang letzte Produktion, mit dem News Limited Readers’ Choice Award des Australian Film Institute ausgezeichnet. 

## Filmografie (Auswahl)
- 1988: Crocodile Dundee II
- 1993: Tommyknockers – Das Monstrum (The Tommyknockers, Miniserie)
- 1998: Head On
- 2004: Eine italienische Hochzeit (Love’s Brother)
- 2009: Maos letzter Tänzer (Mao’s Last Dancer)